# Марко Станковић
Марко Лешке Станковић (Нови Сад, 6. јул 1994) српски је боксер. Боксом се бавио од малена. Боксерски појас шампиона Европе у УБФ 2020. освојио је у Висбадену, Немачка.

## Биографија
Марко је рођен у новосадској градској четврти Детелинара, а родитељи су му Драган и Светлана. Завршио је Средњу економску школу, а као деветнаестогодишњак отиснуо се у Европу са жељом да постане светски шампион у боксу.

## Каријера
Почео је као кик-боксер, да би као четрнаестогодишњак прешао на професионални бокс. Током своје аматерске каријере, био је првак Војводине и други у кик-боксу. Милан Миловац Баја заслужан је за  почетак Маркове боксерске каријере у клубовима „Нови Сад” и „Бачка”. Генерални спозор Станковића јесте фирма Мепох из Штутгарта, а менаџер му је Мирослав Аугустиновић.
На првенству у боксу одржаном 2020. у Висбадену у Немачкој, освојио је титулу шампиона и понео боксерски појас шампиона Европе у УБФ.

## Манекен
Марко се бавио манекенством кратко време из хобија. Иако му је нуђено да потпише уговор за манекенство, ипак је одлучио да се бави боксом. Истакао је да себе види као боксера, а када му обавезе буду дозволиле радо ће се бавити и манекенством.

Марков животни мото је: 
„Чини добро и добрим ће ти се вратити! Слава Богу.”

## Награде

### Професионалне
- 2020. (УБФ Европе). (енгл. (UBF) European) Боксерски појас шампиона Европе.[7]

### Аматерске
- Првак Војводине и други у кик-боксу.